# طاووسی‌مگس‌واران
طاووسی‌مگس‌واران(نام علمی: Tephritoidea) نام یک بالاخانواده از راسته مگس است.